# Coronado (Kalifornien)
Coronado ist eine Stadt im San Diego County im US-Bundesstaat Kalifornien mit 24.100 Einwohnern (Stand: 2000).

## Geographie
Das Stadtgebiet hat eine Größe von 84,6 km². Es wird im Westen vom Pazifischen Ozean und im Osten von der San Diego Bay begrenzt.
Coronado liegt auf einer Halbinsel, die über die 1969 eröffnete Coronado Bridge mit der California State Route 75 zu erreichen ist.

## Sehenswürdigkeiten
Bekannt ist das im Jahr 1888 erbaute Hotel del Coronado ⊙. Es diente nicht nur einer Vielzahl berühmter Persönlichkeiten als Unterkunft, sondern auch als Filmkulisse für den im Jahre 1958 gedrehten Film Manche mögen’s heiß (englisch Some like it hot) mit Marilyn Monroe, Jack Lemmon und Tony Curtis in den Hauptrollen, in dem es als das Seminole Ritz Hotel in Miami, Florida ausgegeben wird.

## Militär
Der Mittelteil der Insel beherbergt die Naval Amphibious Base Coronado, in der sich unter anderem eins von zwei Hauptquartieren der United States Navy SEALs befindet, weshalb diese der Öffentlichkeit nicht zugänglich ist.
Am nördlichen Ende der Halbinsel befindet sich die Naval Air Station North Island, die Heimathafen der beiden Flugzeugträger Nimitz und Ronald Reagan ist.

## Söhne und Töchter der Stadt
- Milton Carruth (1899–1972), Filmeditor
- William Thayer Tutt (1912–1989), Eishockeyfunktionär
- Ed Soph (* 1945), Jazz-Schlagzeuger und -lehrer
- Tim Thomerson (* 1946), Schauspieler
- Dana Tyron Rohrabacher (* 1947), Politiker (Republikanische Partei)
- Tina Weymouth (* 1950), Musikerin (Talking Heads)
- Brian Bilbray (* 1951), Politiker (Republikanische Partei)
- James A. Winnefeld (* 1956), Marineflieger und Admiral der United States Navy
- Susan Todd (* 1960), Produzentin von Dokumentarfilmen
- Layne Beaubien (* 1976), Wasserballspieler

## Bildergalerie

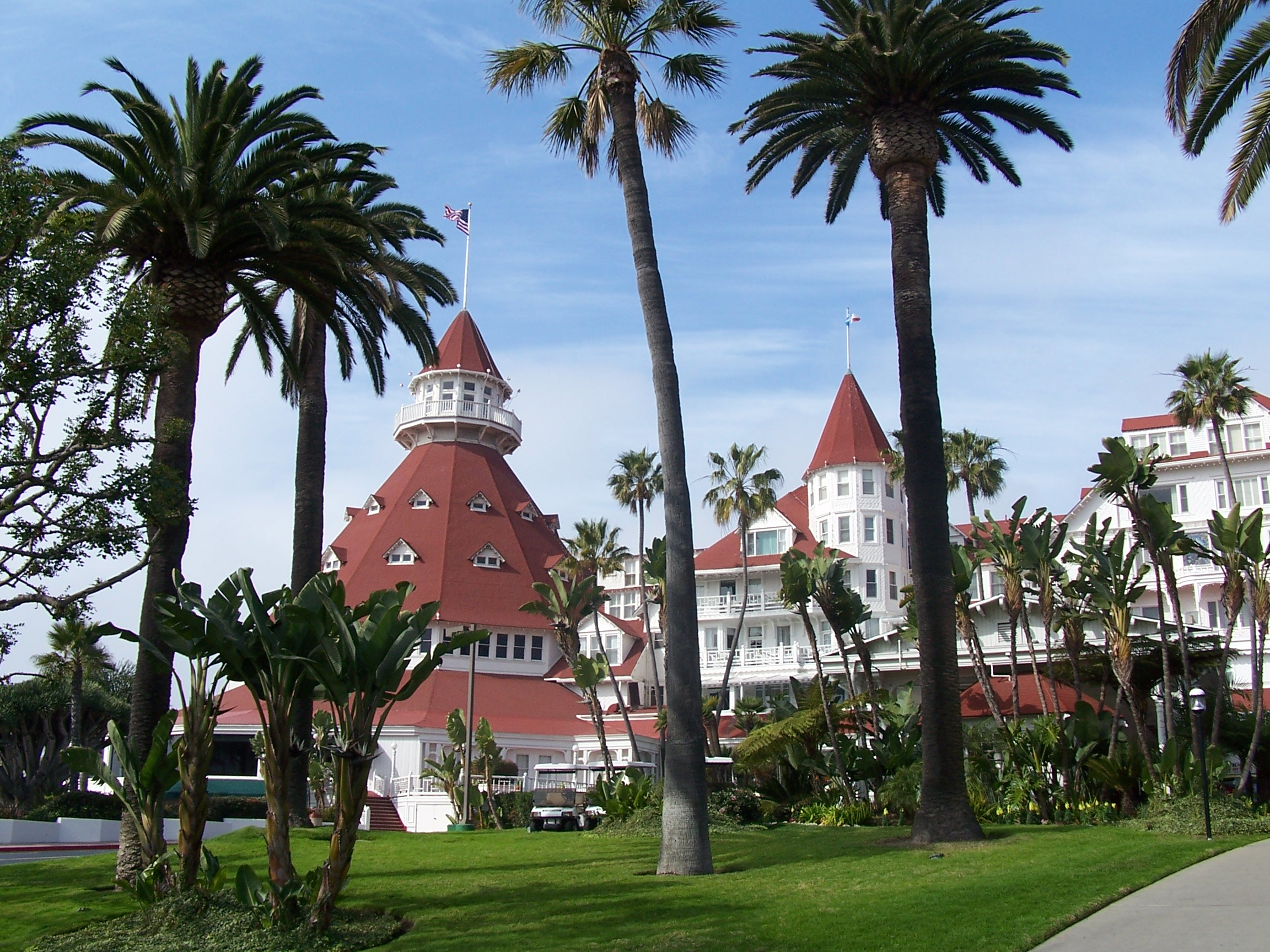
Hotel del Coronado
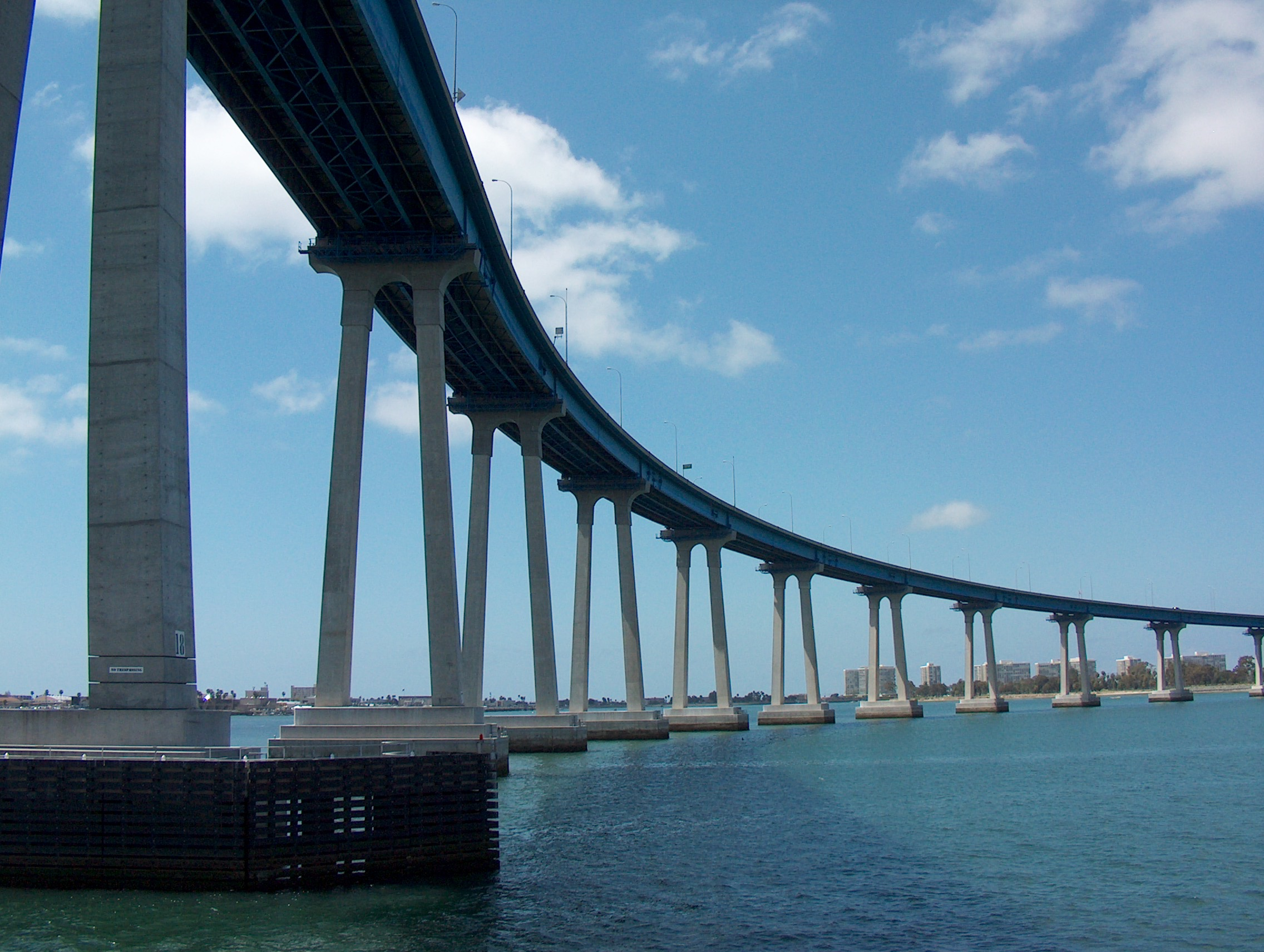
Coronado Bridge
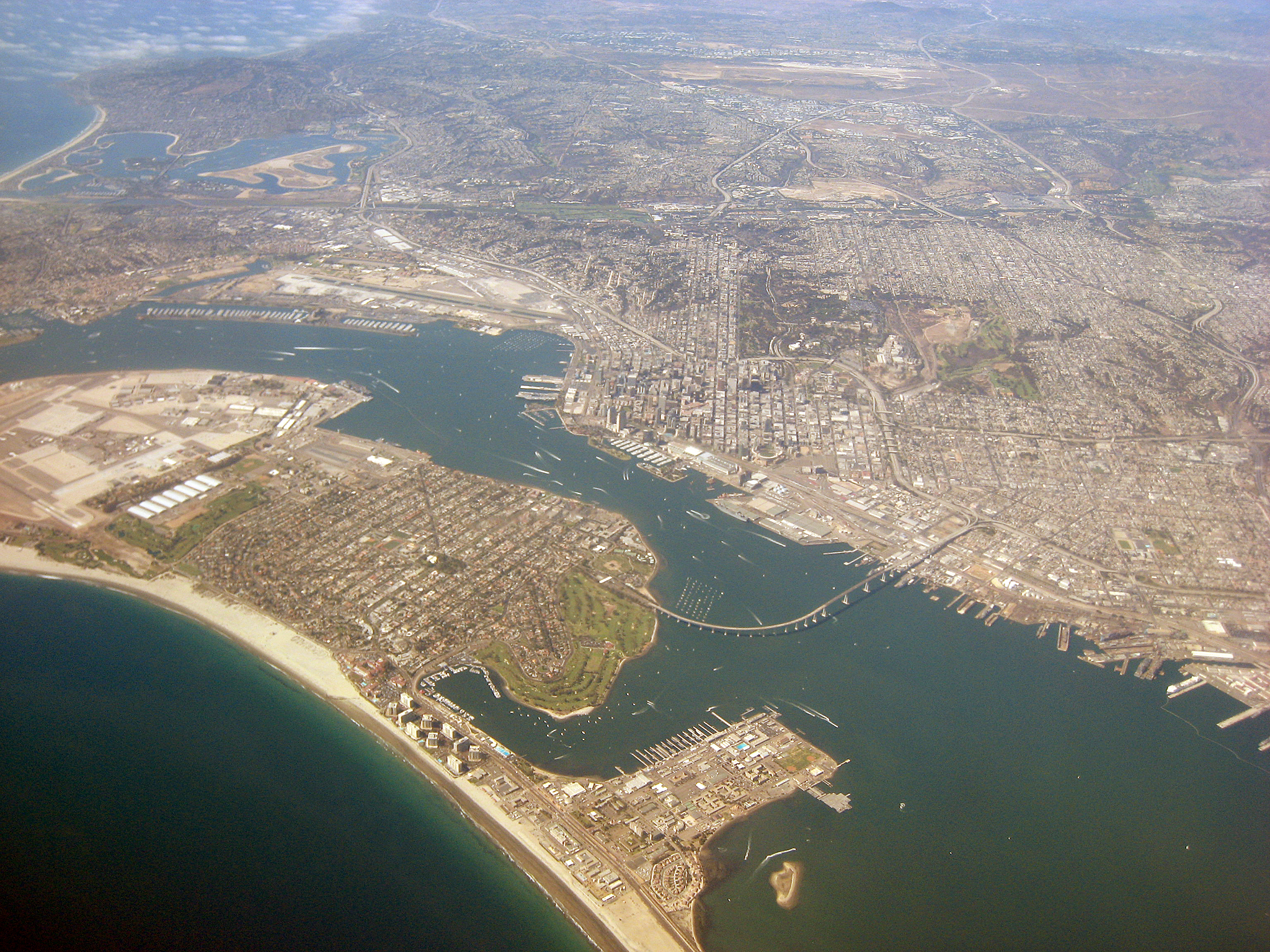
Luftbild mit Coronado in der linken Bildhälfte
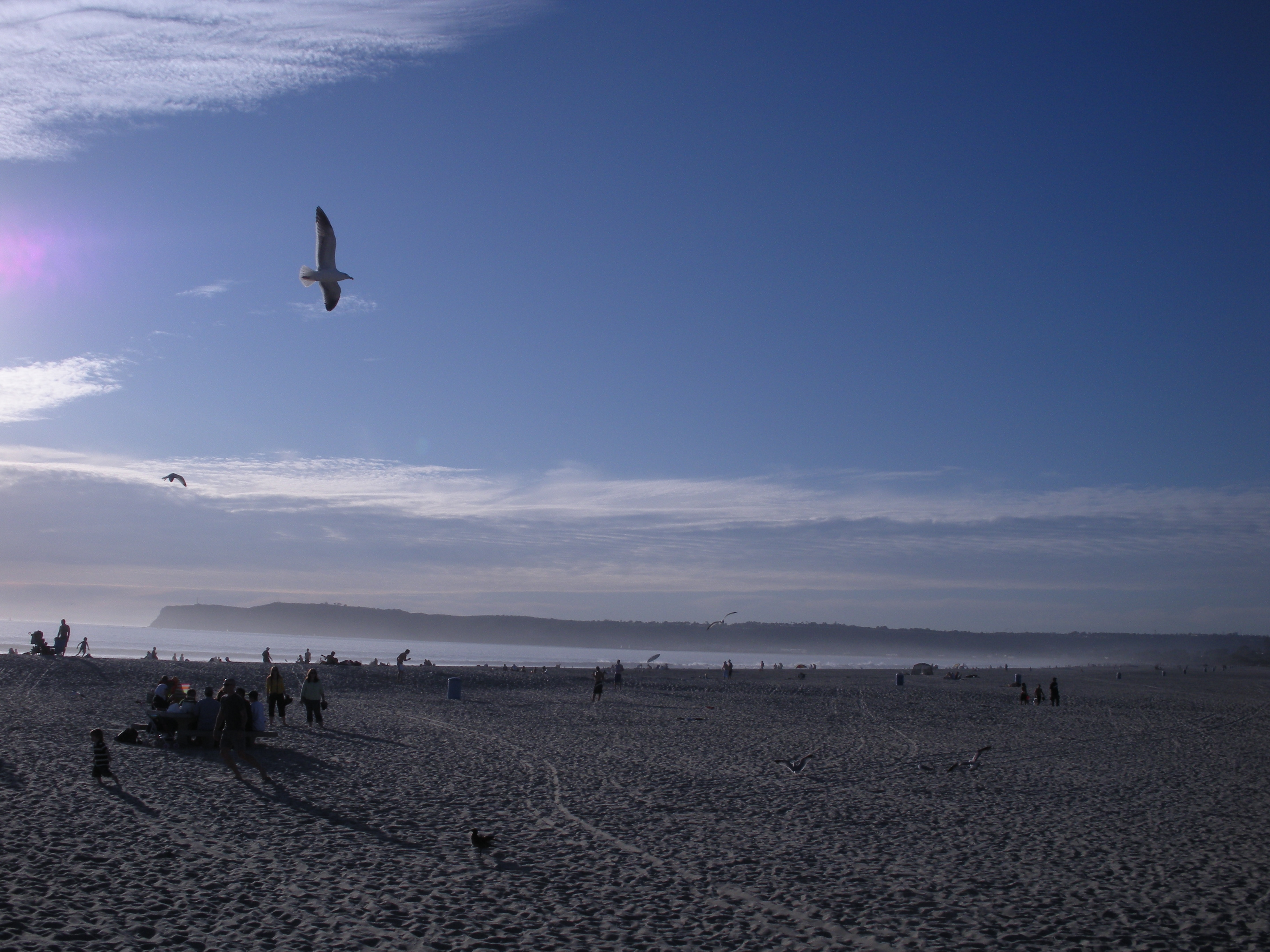
Strand